# Glucarolattone O-idrossicinnamoiltransferasi
La glucarolattone O-idrossicinnamoiltransferasi è un enzima appartenente alla classe delle transferasi, che catalizza la seguente reazione:
sinapoil-CoA + glucarolattone ⇄ CoA + O-sinapoilglucarolattone
Anche il 4-cumaroil-CoA, feruloil-CoA ed il caffeoil-CoA possono agire come donatori, ma più lentamente.